# Europsko prvenstvo u rukometu – Srbija 2012.
Deseto Europsko prvenstvo u rukometu održavalo se u Srbiji. Srbija je domaćinstvo dobila ispred Njemačke i Francuske. Kao i prije, na prvenstvu je sudjelovalo 16 momčadi, a igralo se u 5 dvorana u 4 grada: Beogradu, Novom Sadu, Nišu i Vršcu.

## Izbor domaćina
EHF je 1. listopada 2007. objavio kako su tri primljenje kandidature ušle u uži izbor za održavanje prvenstva. To su:
| Država    | Gradovi                                                   |
| --------- | --------------------------------------------------------- |
| Francuska | Toulouse, Nantes, Lyon, Montpellier, Pau, Chambéry, Paris |
| Srbija    | Beograd, Novi Sad, Niš, Vršac                             |
| Njemačka  | Dortmund, Köln, Hamburg, Mannheim, Kiel                   |
Službena odluka donesena je 27. rujna 2008. godine na EKF-ovom kongresu, a Srbija je većinskim glasovanjem dobila domaćinstvo EP-a 2012.

## Kvalifikacije
Ovo je bilo drugo EP na kojem će koristiti novi kvalifikacijski sustav, prema kojem samo domaćin i branitelj naslova imaju direktan plasman, a sve ostale reprezentacije moraju igrati kvalifikacije.

### Kvalificirane momčadi
| Država              | Kvalificirala se kao | Datum kvalifikacije | Prijašnji nastupi                                                |
| ------------------- | -------------------- | ------------------- | ---------------------------------------------------------------- |
| Srbija              | domaćin              | 27. rujna 2008.     | 1 (2010.)                                                        |
| Francuska           | branitelj naslova    | 31. siječnja 2010.  | 9 (1994., 1996., 1998., 2000., 2002., 2004, 2006., 2008., 2010.) |
| Mađarska            | kvalifikacije        | 13. ožujka 2011.    | 7 (1994., 1996., 1998., 2004, 2006., 2008., 2010.)               |
| Hrvatska            | kvalifikacije        | 13. ožujka 2011.    | 9 (1994., 1996., 1998., 2000., 2002., 2004, 2006., 2008., 2010.) |
| Švedska             | kvalifikacije        | 8. lipnja 2011.     | 8 (1994., 1996., 1998., 2000., 2002., 2004., 2008., 2010.)       |
| Danska              | kvalifikacije        | 8. lipnja 2011.     | 8 (1994., 1996., 2000., 2002., 2004., 2008., 2010.)              |
| Rusija              | kvalifikacije        | 8. lipnja 2011.     | 9 (1994., 1996., 1998., 2000., 2002., 2004, 2006., 2008., 2010.) |
| Norveška            | kvalifikacije        | 8. lipnja 2011.     | 4 (2000., 2006., 2008., 2010.)                                   |
| Njemačka            | kvalifikacije        | 8. lipnja 2011.     | 9 (1994., 1996., 1998., 2000., 2002., 2004, 2006., 2008., 2010.) |
| Slovačka            | kvalifikacije        | 9. lipnja 2011.     | 2 (2006., 2008.)                                                 |
| Španjolska          | kvalifikacije        | 9. lipnja 2011.     | 9 (1994., 1996., 1998., 2000., 2002., 2004, 2006., 2008., 2010.) |
| Češka               | kvalifikacije        | 11. lipnja 2011.    | 6 (1996., 1998., 2002., 2004, 2002., 2004)                       |
| Sjeverna Makedonija | kvalifikacije        | 12. lipnja 2011.    | 1 (1998.)                                                        |
| Poljska             | kvalifikacije        | 12. lipnja 2011.    | 5 (2002., 2004, 2006., 2008., 2010)                              |
| Slovenija           | kvalifikacije        | 12. lipnja 2011.    | 8 (1994., 1996., 2000., 2002., 2004, 2006., 2008., 2010.)        |
| Island              | kvalifikacije        | 12. lipnja 2011.    | 6 (2000., 2002., 2004, 2006., 2008., 2010.)                      |

## Suci
U Beču je 12. rujna 2011. održan sastanak tijekom kojega su izabrani sudački parovi Europskog prvenstva 2012. godine.
| Država              | Suci                           |
| ------------------- | ------------------------------ |
| Češka               | Vaclav Horacek Jiri Novotny    |
| Danska              | Per Olesen Lars Ejby Pedersen  |
| Francuska           | Nordine Lazaar Laurent Reveret |
| Njemačka            | Lars Geipel Marcus Helbig      |
| Island              | Hlynur Leifsson Anton Palsson  |
| Sjeverna Makedonija | Slave Nikolov Gjorgi Načevski  |

| Država     | Suci                                |
| ---------- | ----------------------------------- |
| Norveška   | Kenneth Abrahamsen Arne Kristiansen |
| Rumunjska  | Sorin-Laurentiu Dinu Constantin Din |
| Rusija     | Yevgeniy Zotin Nikolay Volodkov     |
| Srbija     | Nenad Nikolić Dušan Stojković       |
| Slovenija  | Nenad Krstić Peter Ljubič           |
| Španjolska | Oscar Raluy Angel Sabroso           |

## Dvorane
| Preliminarna faza               | Preliminarna faza      | Preliminarna faza                  | Preliminarna faza             | Završnica                          |
| ------------------------------- | ---------------------- | ---------------------------------- | ----------------------------- | ---------------------------------- |
| Beograd                         | Novi Sad               | Vršac                              | Niš                           | Beograd                            |
| Dvorana Pionir Kapacitet: 8 150 | SPENS Kapacitet: 7 022 | Millennium Centar Kapacitet: 4 960 | Dvorana Čair Kapacitet: 4 800 | Beogradska arena Kapacitet: 19 892 |
|                                 |                        |                                    |                               |                                    |

## Natjecanje po skupinama (prvi krug)

### Skupina A (Beograd)
|    | Reprezentacija | Bod. | Ut. | Pob. | N. | Por. | Pos. | Pri. | RP  |
| -- | -------------- | ---- | --- | ---- | -- | ---- | ---- | ---- | --- |
| 1. | Srbija         | 5    | 3   | 2    | 1  | 0    | 67   | 61   | +6  |
| 2. | Poljska        | 4    | 3   | 2    | 0  | 1    | 86   | 72   | +14 |
| 3. | Danska         | 2    | 3   | 1    | 0  | 2    | 78   | 76   | +1  |
| 4. | Slovačka       | 1    | 3   | 0    | 1  | 2    | 70   | 92   | -22 |

| 15. siječnja 2012. 18:15 | Poljska    | 18:22     | Srbija            | Dvorana Pionir, Beograd Gledatelji: 4 000 Suci: Raluy, Sabroso |
| 15. siječnja 2012. 18:15 | Bielecki 4 | (7:11)    | Vujin, Nikčević 6 | Dvorana Pionir, Beograd Gledatelji: 4 000 Suci: Raluy, Sabroso |
| 15. siječnja 2012. 18:15 | 2× 3×      | Izvještaj | 4× 3×             | Dvorana Pionir, Beograd Gledatelji: 4 000 Suci: Raluy, Sabroso |

| 15. siječnja 2012. 20:15 | Danska     | 30:25     | Slovačka | Dvorana Pionir, Beograd Gledatelji: 4 000 Suci: Zotin, Volodkov |
| 15. siječnja 2012. 20:15 | Lindberg 7 | (15:12)   | Valo 6   | Dvorana Pionir, Beograd Gledatelji: 4 000 Suci: Zotin, Volodkov |
| 15. siječnja 2012. 20:15 | 4× 3×      | Izvještaj | 2×       | Dvorana Pionir, Beograd Gledatelji: 4 000 Suci: Zotin, Volodkov |

| 17. siječnja 2012. 18:15 | Slovačka  | 24:41     | Poljska   | Dvorana Pionir, Beograd Gledatelji: 3 500 Suci: Krstić, Ljubič |
| 17. siječnja 2012. 18:15 | Kukučka 5 | (13:17)   | Tkaczyk 8 | Dvorana Pionir, Beograd Gledatelji: 3 500 Suci: Krstić, Ljubič |
| 17. siječnja 2012. 18:15 | 5× 3× 1×  | Izvještaj | 3×        | Dvorana Pionir, Beograd Gledatelji: 3 500 Suci: Krstić, Ljubič |

| 17. siječnja 2012. 20:15 | Srbija | 24:22     | Danska                 | Dvorana Pionir, Beograd Gledatelji: 5 000 Suci: Lazaar, Reveret |
| 17. siječnja 2012. 20:15 | Ilić 8 | (10:12)   | Christiansen, Hansen 4 | Dvorana Pionir, Beograd Gledatelji: 5 000 Suci: Lazaar, Reveret |
| 17. siječnja 2012. 20:15 | 2× 3×  | Izvještaj | 4× 3×                  | Dvorana Pionir, Beograd Gledatelji: 5 000 Suci: Lazaar, Reveret |

| 19. siječnja 2012. 18:15 | Poljska     | 27:26     | Danska     | Dvorana Pionir, Beograd Gledatelji: 3 500 Suci: Leifsson, Pálsson |
| 19. siječnja 2012. 18:15 | Punoševac 7 | (10:14)   | Mogensen 4 | Dvorana Pionir, Beograd Gledatelji: 3 500 Suci: Leifsson, Pálsson |
| 19. siječnja 2012. 18:15 | 5× 3×       | Izvještaj | 5× 3×      | Dvorana Pionir, Beograd Gledatelji: 3 500 Suci: Leifsson, Pálsson |

| 19. siječnja 2012. 20:15 | Srbija       | 21:21     | Slovačka                | Dvorana Pionir, Beograd Gledatelji: 4 900 Suci: Zotin, Volodkov |
| 19. siječnja 2012. 20:15 | Prodanović 5 | (13:6)    | Duris, Kukucka, Urban 4 | Dvorana Pionir, Beograd Gledatelji: 4 900 Suci: Zotin, Volodkov |
| 19. siječnja 2012. 20:15 | 5× 3×        | Izvještaj | 3×                      | Dvorana Pionir, Beograd Gledatelji: 4 900 Suci: Zotin, Volodkov |

### Skupina B (Niš)
|    | Reprezentacija      | Bod. | Ut. | Pob. | N. | Por. | Pos. | Pri. | RP |
| -- | ------------------- | ---- | --- | ---- | -- | ---- | ---- | ---- | -- |
| 1. | Njemačka            | 4    | 3   | 2    | 0  | 1    | 77   | 74   | +3 |
| 2. | Sjeverna Makedonija | 3    | 3   | 1    | 1  | 1    | 76   | 71   | +5 |
| 3. | Švedska             | 3    | 3   | 1    | 1  | 1    | 83   | 84   | -1 |
| 4. | Češka               | 2    | 3   | 1    | 0  | 2    | 77   | 84   | -7 |

| 15. siječnja 2012. 17:30 | Njemačka   | 24:27     | Češka   | Dvorana Čair, Niš Gledatelji: 3 800 Suci: Abrahamsen, Kristiansen |
| 15. siječnja 2012. 17:30 | Kaufmann 5 | (9:14)    | Jícha 7 | Dvorana Čair, Niš Gledatelji: 3 800 Suci: Abrahamsen, Kristiansen |
| 15. siječnja 2012. 17:30 | 3×         | Izvještaj | 3×      | Dvorana Čair, Niš Gledatelji: 3 800 Suci: Abrahamsen, Kristiansen |

| 15. siječnja 2012. 19:30 | Švedska  | 26:26     | Sjeverna Makedonija  | Dvorana Čair, Niš Gledatelji: 4 000 Suci: Lazaar, Reveret |
| 15. siječnja 2012. 19:30 | Ekberg 6 | (14:13)   | Aluševski, Lazarov 7 | Dvorana Čair, Niš Gledatelji: 4 000 Suci: Lazaar, Reveret |
| 15. siječnja 2012. 19:30 | 6× 3×    | Izvještaj | 6× 3×                | Dvorana Čair, Niš Gledatelji: 4 000 Suci: Lazaar, Reveret |

| 17. siječnja 2012. 18:15 | Sjeverna Makedonija | 23:24     | Njemačka   | Dvorana Čair, Niš Gledatelji: 4 000 Suci: Leifsson, Palsson |
| 17. siječnja 2012. 18:15 | Lazarov 7           | (12:12)   | Kaufmann 6 | Dvorana Čair, Niš Gledatelji: 4 000 Suci: Leifsson, Palsson |
| 17. siječnja 2012. 18:15 | 4× 3×               | Izvještaj | 7× 3× 1×   | Dvorana Čair, Niš Gledatelji: 4 000 Suci: Leifsson, Palsson |

| 17. siječnja 2012. 20:15 | Češka   | 29:33     | Švedska   | Dvorana Čair, Niš Gledatelji: 2 050 Suci: Raluy, Sabroso |
| 17. siječnja 2012. 20:15 | Jicha 7 | (17:19)   | Ekberg 10 | Dvorana Čair, Niš Gledatelji: 2 050 Suci: Raluy, Sabroso |
| 17. siječnja 2012. 20:15 | 4× 3×   | Izvještaj | 6× 4×     | Dvorana Čair, Niš Gledatelji: 2 050 Suci: Raluy, Sabroso |

| 19. siječnja 2012. 18:15 | Njemačka     | 29:24     | Švedska           | Dvorana Čair, Niš Gledatelji: 2 800 Suci: Krstić, Ljubič |
| 19. siječnja 2012. 18:15 | Gensheimer 9 | (20:15)   | Ekdahl du Rietz 8 | Dvorana Čair, Niš Gledatelji: 2 800 Suci: Krstić, Ljubič |
| 19. siječnja 2012. 18:15 | 5× 3×        | Izvještaj | 2× 3×             | Dvorana Čair, Niš Gledatelji: 2 800 Suci: Krstić, Ljubič |

| 19. siječnja 2012. 20:15 | Češka          | 21:27     | Sjeverna Makedonija | Dvorana Čair, Niš Gledatelji: 4 000 Suci: Abrahamsen, Kristiansen |
| 19. siječnja 2012. 20:15 | Jicha, Horak 5 | (12:12)   | Lazarov 7           | Dvorana Čair, Niš Gledatelji: 4 000 Suci: Abrahamsen, Kristiansen |
| 19. siječnja 2012. 20:15 | 6× 3×          | Izvještaj | 3× 2×               | Dvorana Čair, Niš Gledatelji: 4 000 Suci: Abrahamsen, Kristiansen |

### Skupina C (Novi Sad)
|    | Reprezentacija | Bod. | Ut. | Pob. | N. | Por. | Pos. | Pri. | RP |
| -- | -------------- | ---- | --- | ---- | -- | ---- | ---- | ---- | -- |
| 1. | Španjolska     | 5    | 3   | 2    | 1  | 0    | 83   | 77   | +3 |
| 2. | Mađarska       | 4    | 3   | 1    | 2  | 0    | 81   | 78   | +3 |
| 3. | Francuska      | 2    | 3   | 1    | 0  | 2    | 77   | 79   | -1 |
| 4. | Rusija         | 1    | 3   | 0    | 1  | 2    | 82   | 89   | -7 |

| 16. siječnja 2012. 18:15 | Francuska   | 26:29     | Španjolska                     | SPENS, Novi Sad Gledatelji: 5 000 Suci: Dinu, Din |
| 16. siječnja 2012. 18:15 | Fernandez 7 | (12:15)   | Canellas, Entrerrios, Ugalde 4 | SPENS, Novi Sad Gledatelji: 5 000 Suci: Dinu, Din |
| 16. siječnja 2012. 18:15 | 2× 3×       | Izvještaj | 3×                             | SPENS, Novi Sad Gledatelji: 5 000 Suci: Dinu, Din |

| 16. siječnja 2012. 20:15 | Mađarska  | 31:31     | Rusija    | SPENS, Novi Sad Gledatelji: 6 000 Suci: Nikolić, Stojković |
| 16. siječnja 2012. 20:15 | Császár 8 | (19:19)   | Čipurin 5 | SPENS, Novi Sad Gledatelji: 6 000 Suci: Nikolić, Stojković |
| 16. siječnja 2012. 20:15 | 6× 3×     | Izvještaj | 7× 3×     | SPENS, Novi Sad Gledatelji: 6 000 Suci: Nikolić, Stojković |

| 18. siječnja 2012. 18:15 | Rusija    | 24:28     | Francuska  | SPENS, Novi Sad Gledatelji: 3 500 Suci: Horacek, Novotny |
| 18. siječnja 2012. 18:15 | Čipurin 6 | (11:16)   | Narcisse 6 | SPENS, Novi Sad Gledatelji: 3 500 Suci: Horacek, Novotny |
| 18. siječnja 2012. 18:15 | 3×        | Izvještaj | 1× 3×      | SPENS, Novi Sad Gledatelji: 3 500 Suci: Horacek, Novotny |

| 18. siječnja 2012. 20:15 | Španjolska         | 24:24     | Mađarska          | SPENS, Novi Sad Gledatelji: 4 500 Suci: Geipel, Helbig |
| 18. siječnja 2012. 20:15 | Canellas Reixach 6 | (11:12)   | Császár, Mocsai 7 | SPENS, Novi Sad Gledatelji: 4 500 Suci: Geipel, Helbig |
| 18. siječnja 2012. 20:15 | 3×                 | Izvještaj | 5× 3× 1×          | SPENS, Novi Sad Gledatelji: 4 500 Suci: Geipel, Helbig |

| 20. siječnja 2012. 23:22 | Španjolska | 30:27     | Rusija     | SPENS, Novi Sad Gledatelji: 4 000 Suci: Nikolić, Stojković |
| 20. siječnja 2012. 23:22 | Parrondo 6 | (17:11)   | Igropulo 8 | SPENS, Novi Sad Gledatelji: 4 000 Suci: Nikolić, Stojković |
| 20. siječnja 2012. 23:22 | 3×         | Izvještaj | 4× 3× 1×   | SPENS, Novi Sad Gledatelji: 4 000 Suci: Nikolić, Stojković |

| 20. siječnja 2012. 20:15 | Francuska  | 23:26     | Mađarska | SPENS, Novi Sad Gledatelji: 5 000 Suci: Nikolov, Načevski |
| 20. siječnja 2012. 20:15 | Barachet 5 | (14:12)   | Zubai 6  | SPENS, Novi Sad Gledatelji: 5 000 Suci: Nikolov, Načevski |
| 20. siječnja 2012. 20:15 | 2× 3×      | Izvještaj | 3×       | SPENS, Novi Sad Gledatelji: 5 000 Suci: Nikolov, Načevski |

### Skupina D (Vršac)
|    | Reprezentacija | Bod. | Ut. | Pob. | N. | Por. | Pos. | Pri. | RP  |
| -- | -------------- | ---- | --- | ---- | -- | ---- | ---- | ---- | --- |
| 1. | Hrvatska       | 6    | 3   | 3    | 0  | 0    | 88   | 78   | +10 |
| 2. | Slovenija      | 2    | 3   | 1    | 0  | 2    | 90   | 91   | -1  |
| 3. | Island         | 2    | 3   | 1    | 0  | 2    | 95   | 97   | -2  |
| 4. | Norveška       | 2    | 2   | 1    | 0  | 1    | 80   | 87   | -7  |

| 16. siječnja 2012. 18:10 | Norveška                  | 28:27     | Slovenija       | Millennium Centar, Vršac Gledatelji: 3 000 Suci: Horacek, Novotny |
| 16. siječnja 2012. 18:10 | Rambo, Mamelund, Myrhol 6 | (14:14)   | Zorman, Gajič 5 | Millennium Centar, Vršac Gledatelji: 3 000 Suci: Horacek, Novotny |
| 16. siječnja 2012. 18:10 | 5× 3× 1×                  | Izvještaj | 9× 2×           | Millennium Centar, Vršac Gledatelji: 3 000 Suci: Horacek, Novotny |

| 16. siječnja 2012. 20:10 | Hrvatska | 31:29     | Island       | Millennium Centar, Vršac Gledatelji: 2 500 Suci: Geipel, Helbig |
| 16. siječnja 2012. 20:10 | Štrlek 8 | (14:15)   | Sigurðsson 8 | Millennium Centar, Vršac Gledatelji: 2 500 Suci: Geipel, Helbig |
| 16. siječnja 2012. 20:10 | 4× 3×    | Izvještaj | 4× 3×        | Millennium Centar, Vršac Gledatelji: 2 500 Suci: Geipel, Helbig |

| 18. siječnja 2012. 18:10 | Slovenija | 29:31     | Hrvatska | Millennium Centar, Vršac Gledatelji: 3 800 Suci: Nikolov, Načevski |
| 18. siječnja 2012. 18:10 | Gajič 8   | (12:16)   | Čupić 9  | Millennium Centar, Vršac Gledatelji: 3 800 Suci: Nikolov, Načevski |
| 18. siječnja 2012. 18:10 | 5× 3×     | Izvještaj | 4× 3×    | Millennium Centar, Vršac Gledatelji: 3 800 Suci: Nikolov, Načevski |

| 18. siječnja 2012. 20:10 | Island       | 34:32     | Norveška    | Millennium Centar, Vršac Gledatelji: 3 000 Suci: Olesen, Pedersen |
| 18. siječnja 2012. 20:10 | Gunnarsson 9 | (18:20)   | Mamelund 10 | Millennium Centar, Vršac Gledatelji: 3 000 Suci: Olesen, Pedersen |
| 18. siječnja 2012. 20:10 | 4× 3×        | Izvještaj | 4× 3×       | Millennium Centar, Vršac Gledatelji: 3 000 Suci: Olesen, Pedersen |

| 20. siječnja 2012. 18:10 | Island       | 32:34     | Slovenija      | Millennium Centar, Vršac Gledatelji: 3 800 Suci: Geipel, Helbig |
| 20. siječnja 2012. 18:10 | Sigurðsson 9 | (13:17)   | Gajič, Skube 7 | Millennium Centar, Vršac Gledatelji: 3 800 Suci: Geipel, Helbig |
| 20. siječnja 2012. 18:10 | 3× 2×        | Izvještaj | 5× 3×          | Millennium Centar, Vršac Gledatelji: 3 800 Suci: Geipel, Helbig |

| 20. siječnja 2012. 20:10 | Hrvatska | 26:20     | Norveška   | Millennium Centar, Vršac Gledatelji: 3 000 Suci: Dinu, Din |
| 20. siječnja 2012. 20:10 | Čupić 6  | (13:8)    | Mamelund 6 | Millennium Centar, Vršac Gledatelji: 3 000 Suci: Dinu, Din |
| 20. siječnja 2012. 20:10 | 3×       | Izvještaj | 7× 3×      | Millennium Centar, Vršac Gledatelji: 3 000 Suci: Dinu, Din |

## Natjecanje po skupinama (drugi krug)

### Skupina E (Beograd)
|  | Plasman u poluzavršnicu |
|  | Za 5. mjesto            |
|  | Eliminiran              |

|    | Reprezentacija      | Bod. | Ut. | Pob. | N. | Por. | Pos. | Pri. | RP  |
| -- | ------------------- | ---- | --- | ---- | -- | ---- | ---- | ---- | --- |
| 1. | Srbija              | 7    | 5   | 3    | 1  | 1    | 110  | 104  | +6  |
| 2. | Danska              | 6    | 5   | 3    | 0  | 2    | 140  | 133  | +7  |
| 3. | Sjeverna Makedonija | 5    | 5   | 2    | 1  | 2    | 130  | 127  | +3  |
| 4. | Poljska             | 5    | 5   | 2    | 1  | 2    | 132  | 134  | -5  |
| 5. | Njemačka            | 5    | 5   | 2    | 1  | 2    | 132  | 129  | +3  |
| 6. | Švedska             | 2    | 5   | 0    | 2  | 3    | 124  | 139  | -15 |

| 21. siječnja 2012. 16:15 | Poljska  | 29:29     | Švedska  | Beogradska arena Gledatelji: 6 003 Suci: Lazaar, Reveret |
| 21. siječnja 2012. 16:15 | Jaszka 8 | (9:20)    | Ekberg 7 | Beogradska arena Gledatelji: 6 003 Suci: Lazaar, Reveret |
| 21. siječnja 2012. 16:15 | 4× 2×    | Izvještaj | 3×       | Beogradska arena Gledatelji: 6 003 Suci: Lazaar, Reveret |

| 21. siječnja 2012. 18:15 | Danska    | 33:32     | Sjeverna Makedonija | Beogradska arena Gledatelji: 17 000 Suci: Raluy, Sabroso |
| 21. siječnja 2012. 18:15 | Hansen 12 | (16:19)   | Lazarov 13          | Beogradska arena Gledatelji: 17 000 Suci: Raluy, Sabroso |
| 21. siječnja 2012. 18:15 | 3×        | Izvještaj | 2×                  | Beogradska arena Gledatelji: 17 000 Suci: Raluy, Sabroso |

| 21. siječnja 2012. 20:15 | Srbija | 21:21     | Njemačka     | Beogradska arena Gledatelji: 19 500 Suci: Abrahamsen, Kristiansen |
| 21. siječnja 2012. 20:15 | Ilić 6 | (12:7)    | Gensheimer 5 | Beogradska arena Gledatelji: 19 500 Suci: Abrahamsen, Kristiansen |
| 21. siječnja 2012. 20:15 | 4× 3×  | Izvještaj | 4× 3×        | Beogradska arena Gledatelji: 19 500 Suci: Abrahamsen, Kristiansen |

| 23. siječnja 2012. 16:20 | Poljska   | 25:27     | Sjeverna Makedonija | Beogradska arena Gledatelji: 3 700 Suci: Leifsson, Palsson |
| 23. siječnja 2012. 16:20 | Jurecki 5 | (12:18)   | Lazarov 9           | Beogradska arena Gledatelji: 3 700 Suci: Leifsson, Palsson |
| 23. siječnja 2012. 16:20 | 5× 2×     | Izvještaj | 4× 3×               | Beogradska arena Gledatelji: 3 700 Suci: Leifsson, Palsson |

| 23. siječnja 2012. 18:20 | Danska   | 28:26     | Njemačka                    | Beogradska arena Gledatelji: 7 000 Suci: Krstić, Ljubič |
| 23. siječnja 2012. 18:20 | Eggert 7 | (17:14)   | četiri igrača po 4 zgoditka | Beogradska arena Gledatelji: 7 000 Suci: Krstić, Ljubič |
| 23. siječnja 2012. 18:20 | 2× 3×    | Izvještaj | 3×                          | Beogradska arena Gledatelji: 7 000 Suci: Krstić, Ljubič |

| 23. siječnja 2012. 20:20 | Srbija  | 24:21     | Švedska           | Beogradska arena Gledatelji: 17 000 Suci: Raluy, Sabroso |
| 23. siječnja 2012. 20:20 | Vujin 5 | (14:11)   | Ekdahl du Rietz 8 | Beogradska arena Gledatelji: 17 000 Suci: Raluy, Sabroso |
| 23. siječnja 2012. 20:20 | 3×      | Izvještaj | 3×                | Beogradska arena Gledatelji: 17 000 Suci: Raluy, Sabroso |

| 25. siječnja 2012. 16:15 | Poljska                | 33:32     | Njemačka          | Beogradska arena Gledatelji: 1 000 Suci: Raluy, Sabroso |
| 25. siječnja 2012. 16:15 | Kuchczynski, Jurecki 5 | (18:17)   | Sprenger, Klein 7 | Beogradska arena Gledatelji: 1 000 Suci: Raluy, Sabroso |
| 25. siječnja 2012. 16:15 | 4× 2×                  | Izvještaj | 8× 3× 1×          | Beogradska arena Gledatelji: 1 000 Suci: Raluy, Sabroso |

| 25. siječnja 2012. 18:15 | Danska   | 31:24     | Švedska     | Beogradska arena Gledatelji: 5 200 Suci: Krstić, Ljubič |
| 25. siječnja 2012. 18:15 | Eggert 7 | (18:11)   | Andersson 8 | Beogradska arena Gledatelji: 5 200 Suci: Krstić, Ljubič |
| 25. siječnja 2012. 18:15 | 1× 3×    | Izvještaj | 5× 3×       | Beogradska arena Gledatelji: 5 200 Suci: Krstić, Ljubič |

| 25. siječnja 2012. 20:15 | Srbija  | 19:22     | Sjeverna Makedonija | Beogradska arena Gledatelji: 12 000 Suci: Abrahamsen, Kristiansen |
| 25. siječnja 2012. 20:15 | Vujin 5 | (10:11)   | Lazarov 10          | Beogradska arena Gledatelji: 12 000 Suci: Abrahamsen, Kristiansen |
| 25. siječnja 2012. 20:15 | 1× 3×   | Izvještaj | 4× 2×               | Beogradska arena Gledatelji: 12 000 Suci: Abrahamsen, Kristiansen |

### Skupina F (Novi Sad)
|  | Plasman u poluzavršnicu |
|  | Za 5. mjesto            |
|  | Eliminiran              |

|    | Reprezentacija | Bod. | Ut. | Pob. | N. | Por. | Pos. | Pri. | RP  |
| -- | -------------- | ---- | --- | ---- | -- | ---- | ---- | ---- | --- |
| 1. | Španjolska     | 9    | 5   | 4    | 1  | 0    | 143  | 130  | +13 |
| 2. | Hrvatska       | 7    | 5   | 3    | 1  | 1    | 137  | 128  | +9  |
| 3. | Slovenija      | 4    | 5   | 3    | 0  | 2    | 153  | 156  | -3  |
| 4. | Mađarska       | 4    | 5   | 1    | 2  | 2    | 125  | 130  | -5  |
| 5. | Island         | 3    | 5   | 1    | 1  | 3    | 143  | 146  | -3  |
| 6. | Francuska      | 3    | 5   | 1    | 1  | 3    | 128  | 139  | -11 |

| 22. siječnja 2012. 16:10 | Mađarska  | 21:27     | Island                | SPENS Gledatelji: 4 500 Suci: Nikolić, Stojković |
| 22. siječnja 2012. 16:10 | Császár 7 | (10:14)   | Atlason, Sigurðsson 5 | SPENS Gledatelji: 4 500 Suci: Nikolić, Stojković |
| 22. siječnja 2012. 16:10 | 4× 3×     | Izvještaj | 6× 3×                 | SPENS Gledatelji: 4 500 Suci: Nikolić, Stojković |

| 22. siječnja 2012. 18:10 | Francuska  | 28:26     | Slovenija | SPENS Gledatelji: 4 700 Suci: Dinu, Din |
| 22. siječnja 2012. 18:10 | Barachet 6 | (14:15)   | Žvižej 6  | SPENS Gledatelji: 4 700 Suci: Dinu, Din |
| 22. siječnja 2012. 18:10 | 3×         | Izvještaj | 7× 3×     | SPENS Gledatelji: 4 700 Suci: Dinu, Din |

| 22. siječnja 2012. 20:10 | Španjolska       | 24:22     | Hrvatska | SPENS Gledatelji: 7 500 Suci: Horacek, Novotny |
| 22. siječnja 2012. 20:10 | Tomas Gonzalez 5 | (11:14)   | Čupić 5  | SPENS Gledatelji: 7 500 Suci: Horacek, Novotny |
| 22. siječnja 2012. 20:10 | 3×               | Izvještaj | 3×       | SPENS Gledatelji: 7 500 Suci: Horacek, Novotny |

| 24. siječnja 2012. 16:10 | Španjolska    | 31:26     | Island       | SPENS Gledatelji: 2 500 Suci: Nikolov, Načevski |
| 24. siječnja 2012. 16:10 | Aguinagalde 5 | (17:13)   | Sigurðsson 6 | SPENS Gledatelji: 2 500 Suci: Nikolov, Načevski |
| 24. siječnja 2012. 16:10 | 2× 3×         | Izvještaj | 2× 3×        | SPENS Gledatelji: 2 500 Suci: Nikolov, Načevski |

| 24. siječnja 2012. 18:10 | Francuska             | 22:29     | Hrvatska         | SPENS Gledatelji: 7 500 Suci: Abrahamsen, Kristiansen |
| 24. siječnja 2012. 18:10 | Fernandez, Barachet 4 | (12:11)   | Kopljar, Čupić 7 | SPENS Gledatelji: 7 500 Suci: Abrahamsen, Kristiansen |
| 24. siječnja 2012. 18:10 | 2× 3×                 | Izvještaj | 3×               | SPENS Gledatelji: 7 500 Suci: Abrahamsen, Kristiansen |

| 24. siječnja 2012. 20:10 | Mađarska | 30:32     | Slovenija | SPENS Gledatelji: 6 800 Suci: Geipel, Helbig |
| 24. siječnja 2012. 20:10 | Putics 7 | (13:14)   | Gajič 13  | SPENS Gledatelji: 6 800 Suci: Geipel, Helbig |
| 24. siječnja 2012. 20:10 | 5× 3× 1× | Izvještaj | 6× 3×     | SPENS Gledatelji: 6 800 Suci: Geipel, Helbig |

| 25. siječnja 2012. 16:10 | Francuska    | 29:29     | Island       | SPENS Gledatelji: 2 800 Suci: Nikolić, Stojković |
| 25. siječnja 2012. 16:10 | Accambray 10 | (12:15)   | Sigurðsson 5 | SPENS Gledatelji: 2 800 Suci: Nikolić, Stojković |
| 25. siječnja 2012. 16:10 | 2× 3×        | Izvještaj | 1× 3×        | SPENS Gledatelji: 2 800 Suci: Nikolić, Stojković |

| 25. siječnja 2012. 18:10 | Španjolska | 35:32     | Slovenija | SPENS Gledatelji: 3 200 Suci: Geipel, Helbig |
| 25. siječnja 2012. 18:10 | Romero 7   | (15:15)   | Žvižej 7  | SPENS Gledatelji: 3 200 Suci: Geipel, Helbig |
| 25. siječnja 2012. 18:10 | 3×         | Izvještaj | 3×        | SPENS Gledatelji: 3 200 Suci: Geipel, Helbig |

| 25. siječnja 2012. 20:10 | Mađarska   | 24:24     | Hrvatska  | SPENS Gledatelji: 5 500 Suci: Dinu, Din |
| 25. siječnja 2012. 20:10 | Császár 14 | (13:12)   | Horvat 11 | SPENS Gledatelji: 5 500 Suci: Dinu, Din |
| 25. siječnja 2012. 20:10 | 3× 2×      | Izvještaj | 4× 3×     | SPENS Gledatelji: 5 500 Suci: Dinu, Din |

## Završnica
|  | Polufinale                   | Polufinale                   |    |                              | Finale                       | Finale |
|  |                              |                              |    |                              |                              |        |
|  | 27. siječnja – Arena Beograd |                              |    |                              |                              |        |
|  | Srbija                       | 26                           |    |                              |                              |        |
|  | Hrvatska                     | 22                           |    |                              |                              |        |
|  |                              |                              |    |                              |                              |        |
|  |                              |                              |    |                              | 29. siječnja – Arena Beograd |        |
|  |                              |                              |    |                              | Srbija                       | 19     |
|  |                              | Danska                       | 21 |                              |                              |        |
|  |                              |                              |    |                              |                              |        |
|  |                              |                              |    |                              |                              |        |
|  |                              |                              |    |                              | Treće mjesto                 |        |
|  | 27. siječnja – Arena Beograd | 27. siječnja – Arena Beograd |    | 29. siječnja – Arena Beograd | 29. siječnja – Arena Beograd |        |
|  | Danska                       | 25                           |    | Hrvatska                     | 31                           |        |
|  | Španjolska                   | 24                           |    |                              | Španjolska                   | 27     |

### Poluzavršnica
| 27. siječnja 17:45 | Danska  | 25:24     | Španjolska    | Arena Beograd Gledatelji: 14 000 Suci: Krstić, Ljubič |
| 27. siječnja 17:45 | Lauge 6 | (12:10)   | Aguinagalde 5 | Arena Beograd Gledatelji: 14 000 Suci: Krstić, Ljubič |
| 27. siječnja 17:45 | 3×      | Izvještaj | 3×            | Arena Beograd Gledatelji: 14 000 Suci: Krstić, Ljubič |

| 27. siječnja 20:15 | Srbija | 26:22     | Hrvatska  | Arena Beograd Gledatelji: 20 000 Suci: Lazaar, Reveret |
| 27. siječnja 20:15 | Ilić 8 | (13:14)   | Kopljar 7 | Arena Beograd Gledatelji: 20 000 Suci: Lazaar, Reveret |
| 27. siječnja 20:15 | 3×     | Izvještaj | 2× 3×     | Arena Beograd Gledatelji: 20 000 Suci: Lazaar, Reveret |

### Utakmica za 5. mjesto
| 27. siječnja 2012. 15:15 | Sjeverna Makedonija | 28:27     | Slovenija | Arena Beograd Gledatelji: 5 500 Suci: Raluy, Sabroso |
| 27. siječnja 2012. 15:15 | Lazarov 8           | (16:12)   | Dolenec 7 | Arena Beograd Gledatelji: 5 500 Suci: Raluy, Sabroso |
| 27. siječnja 2012. 15:15 | 5× 3×               | Izvještaj | 6× 3×     | Arena Beograd Gledatelji: 5 500 Suci: Raluy, Sabroso |

### Utakmica za 3. mjesto
| 29. siječnja 2012. 14:30 | Hrvatska          | 31:27     | Španjolska  | Arena Beograd Gledatelji: 8 500 Suci: Geipel, Helbig |
| 29. siječnja 2012. 14:30 | Lacković, Čupić 7 | (13:12)   | Sarmiento 7 | Arena Beograd Gledatelji: 8 500 Suci: Geipel, Helbig |
| 29. siječnja 2012. 14:30 | 5× 3×             | Izvještaj | 2× 3×       | Arena Beograd Gledatelji: 8 500 Suci: Geipel, Helbig |

### Utakmica za 1. mjesto
| 29. siječnja 2012. 17:00 | Srbija       | 19:21     | Danska   | Arena Beograd Gledatelji: 19 800 Suci: Abramhansen, Kristiansen |
| 29. siječnja 2012. 17:00 | Prodanović 4 | (7:9)     | Hansen 9 | Arena Beograd Gledatelji: 19 800 Suci: Abramhansen, Kristiansen |
| 29. siječnja 2012. 17:00 | 4× 1×        | Izvještaj | 3× 2×    | Arena Beograd Gledatelji: 19 800 Suci: Abramhansen, Kristiansen |

## Konačni plasman
| Pozicija | Momčad              | Svjetsko prvenstvo kvalifikacije | Olimpijske igre kvalifikacije |
| -------- | ------------------- | -------------------------------- | ----------------------------- |
|          | Danska              | SP                               | OI direktan plasman           |
|          | Srbija              | SP                               | OI dodatne kvalifikacije      |
|          | Hrvatska            | SP                               | OI dodatne kvalifikacije      |
| 4        | Španjolska          | SP                               | OI dodatne kvalifikacije      |
| 5        | Sjeverna Makedonija |                                  | OI dodatne kvalifikacije      |
| 6        | Slovenija           |                                  |                               |
| 7        | Njemačka            |                                  |                               |
| 8        | Mađarska            |                                  | OI dodatne kvalifikacije      |
| 9        | Poljska             |                                  | OI dodatne kvalifikacije      |
| 10       | Island              |                                  | OI dodatne kvalifikacije      |
| 11       | Francuska           | SP                               | OI direktan plasman           |
| 12       | Švedska             |                                  | OI dodatne kvalifikacije      |
| 13       | Norveška            |                                  |                               |
| 14       | Češka               |                                  |                               |
| 15       | Rusija              |                                  |                               |
| 16       | Slovačka            |                                  |                               |

| SP                            | Izravno sudjelovanje na Svjetskom prvenstvu u rukometu - Španjolska 2013. |
| SP                            | Španjolska i Francuska rukometna reprezentacija već su osigurale učešće na Svjetskom rukometnom prvenstvu - Španjolska 2013.                                                                                  |
| OI / OI dodatne kvalifikacije | Izravno učešće na Olimpijskim igrama u Londonu 2012. (OI) i dodatne kvalifikacije za Olimpijske igre London 2012. (OI dodatne kvalifikacije)                                                                  |
| OI / OI kvalifikacije         | Rukometne reprezentacije Francuske, Danske, Španjolske, Švedske, Hrvatske, Islanda i Mađarske već su se kvalificirale na Olimpijske igre u Londonu 2012. ili u dodatne kvalifikacije za iste Olimpijske igre. |

## Najbolji strijelci
| Pozicija | Ime i prezime           | Golovi | Udarci | Postotak realizacije (%) | Odigrane utakmice |
| -------- | ----------------------- | ------ | ------ | ------------------------ | ----------------- |
| 1        | Kiril Lazarov           | 61     | 114    | 54                       | 7                 |
| 2        | Dragan Gajič            | 48     | 67     | 72                       | 7                 |
| 3        | Mikkel Hansen           | 45     | 89     | 51                       | 8                 |
| 4        | Gábor Császár           | 43     | 68     | 63                       | 6                 |
| 5        | Ivan Čupić              | 42     | 55     | 76                       | 8                 |
| 6        | Guðjón Valur Sigurðsson | 41     | 63     | 65                       | 6                 |
| 7        | Momir Ilić              | 34     | 72     | 47                       | 8                 |
| 8        | Niclas Ekberg           | 33     | 51     | 65                       | 6                 |
| 9        | Blaženko Lacković       | 32     | 56     | 57                       | 8                 |
| 10       | Anders Eggert           | 30     | 39     | 77                       | 8                 |
| 10       | Jure Dolenec            | 30     | 47     | 64                       | 7                 |
| 10       | Luka Žvižej             | 30     | 41     | 73                       | 7                 |

Izvor: EHF (engl.)

## Vanjske poveznice
- RSS  Arhivirana inačica izvorne stranice od 27. ožujka 2010. (Wayback Machine)